# Pileus (forma chmury)

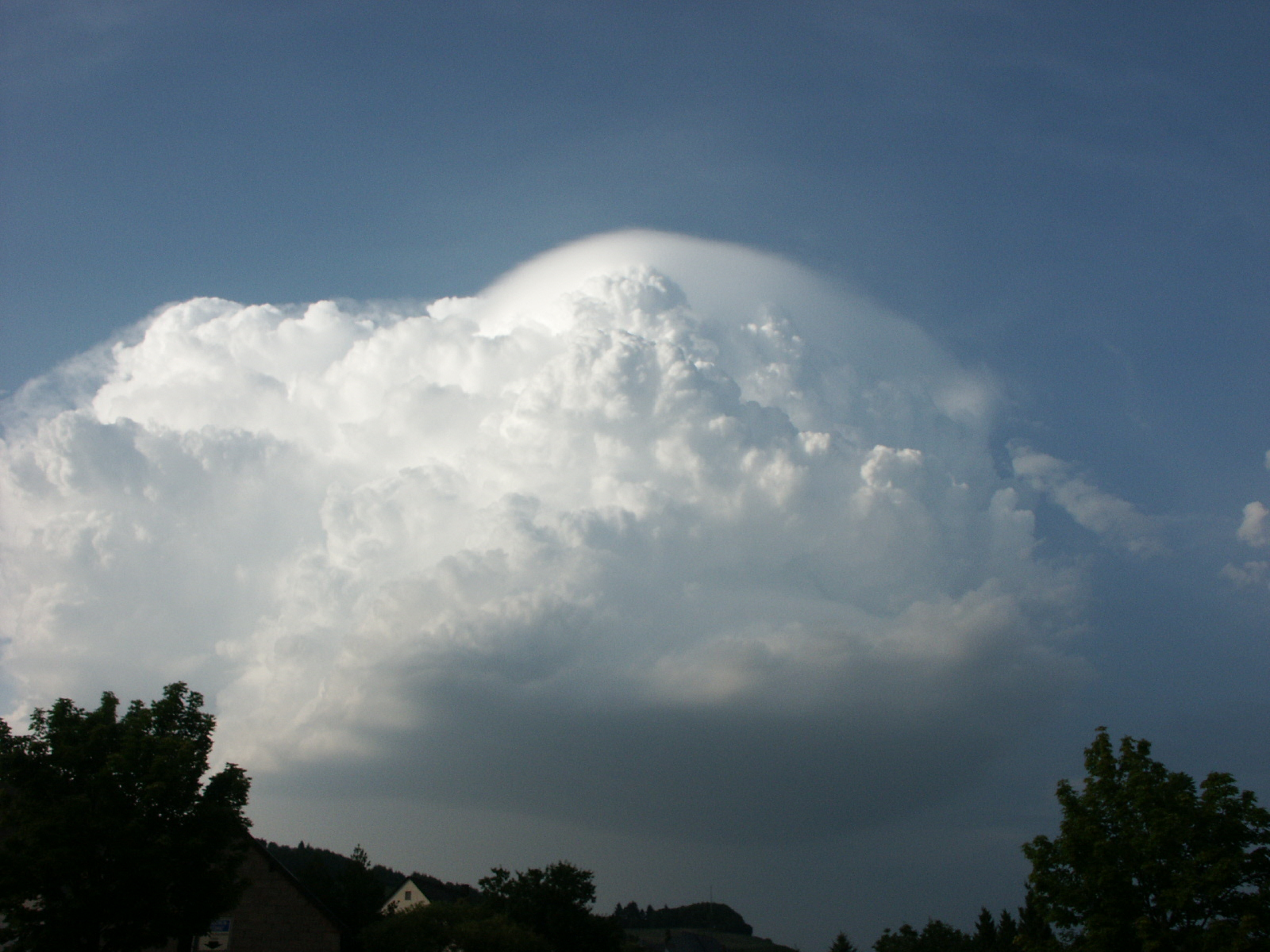
Chmura Cumulonimbus calvus z pileus widocznym na jej wierzchołku

pileus (pil) (łac. czapka, czepek) – forma spłaszczonej chmury występującej nad chmurami Cumulus (najczęściej Cumulus congestus) lub Cumulonimbus calvus. W klasyfikacji nie jest to samodzielny rodzaj chmur, lecz chmura towarzysząca (wyżej wymienionym). Często można obserwować kilka tych chmur ustawionych jedna nad drugą. Pileus powstaje poprzez szybką kondensację warstwy wilgotnego powietrza wypchniętego do góry przez wierzchołek chmury konwekcyjnej. Skondensowana para wodna zawarta w powietrzu wypchniętym na znaczną wysokość zamarza tworząc mgłę lodową. Chmura ta jest zwykle krótkotrwała i zanika poprzez pochłonięcie przez chmurę macierzystą w procesie konwekcji. Nie należy mylić ich z chmurami incus (kowadłem burzowym), gdyż te mają postać włóknistych pióropuszy, a nie gładkich „czapeczek”.